# Samuel Hirschfeld
Samuel Hirschfeld (ur. 7 września 1892 w Przemyślu, zm. 28 kwietnia 1942 w Tarnowie) – rabin, w latach 1926–1939 rabin w Białej Krakowskiej, w latach 1928–1939 tymczasowy rabin w Dziedzicach, radny miasta Białej Krakowskiej, lider Organizacji Syjonistów Ortodoksów "Mizrachi" na Śląsku i w Zachodniej Małopolsce.

## Życiorys

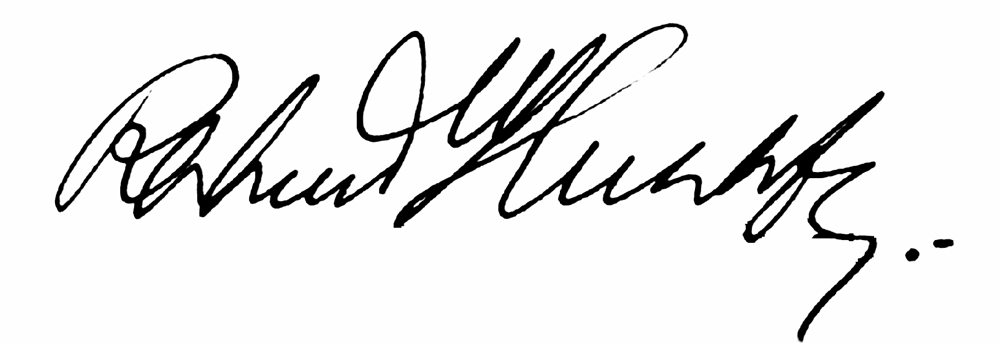
Autograf rabina Samuela Hirschfelda

Samuel Hirschfeld urodził się 7 września 1892 r. w Przemyślu. Wywodził się z ortodoksyjnej rodziny. Jego ojciec był zwolennikiem stronnictwa "Agudat Israel". Wychował syna w duchu tradycyjnym, ale zapewnił mu także bardzo dobre wykształcenie z przedmiotów ogólnych. Hirschfeld ożenił się z Esterą Friedmann, z którą miał syna i dwie córki. Początkowo zamieszkali u rodziny żony w Wieliczce, a po wybuchu I wojny światowej przeprowadzili się do Wiednia. Tam podjął studia rabinackie pod kierunkiem prof. Schwartza oraz na Wydziale Filozofii Uniwersytetu Wiedeńskiego. Doktorat zatytułowany „Josef Ezofowicz – jedna z najciekawszych osobowości polskiego żydostwa” obronił pod koniec I wojny światowej. Wtedy też uzyskał ordynację rabinacką. Wrócił do Wieliczki i w tym czasie otrzymywał wiele propozycji objęcia stanowisk rabina. Dopiero w 1926 r. odpowiedział na zaproszenie od gminy żydowskiej w Białej Krakowskiej. Uroczysta instalacja nowego rabina odbyła się w bialskiej synagodze 17 sierpnia 1926 r. Stał przez wiele lat na czele Sekcji Opieki Społecznej działającej przy miejscowej gminie wyznaniowej oraz wspomagał wiele żydowskich organizacji dobroczynnych, religijnych i politycznych. Praktycznie od przybycia do Białej do wybuchu wojny był radnym miasta Białej, a w czasach zarządu komisarycznego Lucjana Bastgena był członkiem jego Rady Przybocznej. Został zapamiętany jako znakomity mówca. Jego polszczyzna była nienaganna, a przemówienia w języku polskim zarówno o tematyce religijnej, jak i politycznej były na wysokim poziomie. 
W 1937 r. Hirschfeld odwiedził Palestynę i marzył, by się w niej osiedlić, ale z drugiej strony nie chciał opuszczać swojej bialskiej gminy. Zwłaszcza gdy w 1938 roku Białej trafiało wielu Żydów wygnanych z III Rzeszy spowodowały, że Hirschfeld postanowił zostać i być wsparciem dla swojej społeczności. Końcem października 1938 r. z III Rzeszy Niemieckiej wygnano około 17 tys. Żydów obywateli polskich, którzy często bez środków do życia znaleźli się w nadgranicznym Zbąszyniu. Część Żydów została wygnana z Niemiec przez granicę w Bytomiu. Właśnie ci, którzy przekroczyli granicę w Bytomiu zaczęli coraz liczniej przybywać do Bielska i Białej, co spowodowało, że utworzony został w Białej "Komitet Pomocy dla Uchodźców z Niemiec i Austrii", na czele którego stanął rabin Hirschfeld. Sam zaopiekował się nadrabinem miasta Bytomia dr Aronem Kellerem, który także stał się ofiarą wysiedlenia i przyjął go do swojego domu. W 1939 r. był uczestnikiem XXI Kongresu Syjonistycznego w Genewie. W Szwajcarii zastał go wybuch II wojny światowej. Pomimo trudności wrócił w pierwszych dniach września 1939 r. do Polski. Prawdopodobnie zmarł na zawał serca w getcie w Tarnowie 28 kwietnia 1942 roku. 

## Działalność syjonistyczna

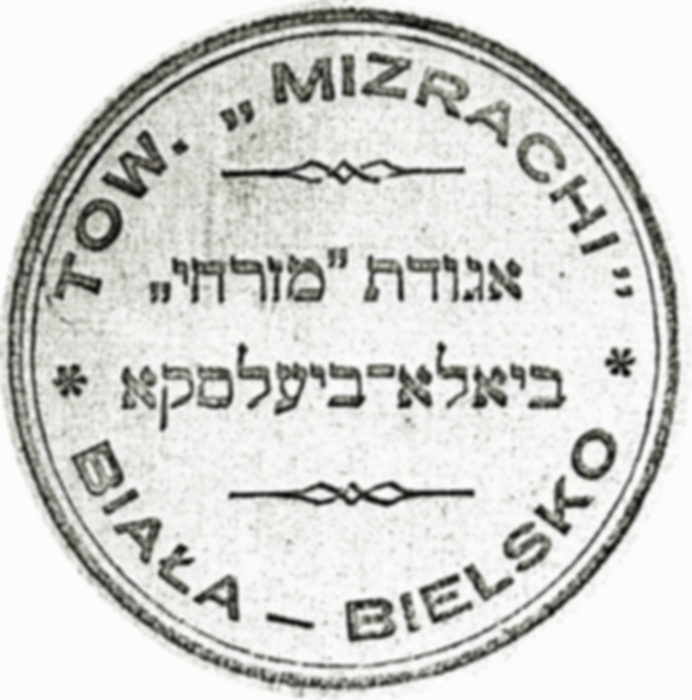
Pieczęć Towarzystwa Mizrachi Biała Bielsko z okresu międzywojennego

Hirschfeld był przewodniczącym organizacji "Mizrachi" początkowo w Białej, a później w regionie zachodniej Małopolski i polskiego Śląska. Idee syjonistycznej ortodoksji były celem jego życia i starał się je wpajać miejscowej społeczności. Często też wyjeżdżał do okolicznych miast z odczytami dla lokalnych komitetów organizacji "Mizrachi". Wspierał także kibuce w Leszczynach i Czechowicach, które przygotowywały żydowską młodzież do emigracji do Palestyny.  
We władzach bialskiej gminy żydowskiej zwolennicy rabina Hirschfelda (syjoniści-ortodoksi) byli w mniejszości, a stronnictwo Żydów reformowanych niezbyt przychylnie spoglądało na angażowanie głównej bialskiej synagogi do celów Towarzystwa "Mizrachi". Zatem "Mizrachi" postanowiła wybudować swoją własną synagogę i przygotowała w 1932 r. jej plany. Synagoga, miała stanąć niedaleko łaźni rytualnej i farbiarni Rottera w Białej. Projekt nie został zrealizowany do wybuchu II wojny światowej, zapewne przez brak odpowiednich funduszy. Niezrażeni tym faktem mizrachiści zaadaptowali na swe cele kamienicę w Białej przy ul. Szpitalnej 12 (dziś ul. Dmowskiego 12). Uroczyste otwarcie nowego lokalu odbyło się 24 kwietnia 1938 r. W budynku tym znalazła miejsce nowa synagoga syjonistyczna, w której każdą sobotę wieczorem odbywały się nabożeństwa i wykłady prowadzone przez rabina Hirschfelda. 

## Zmiana liturgii

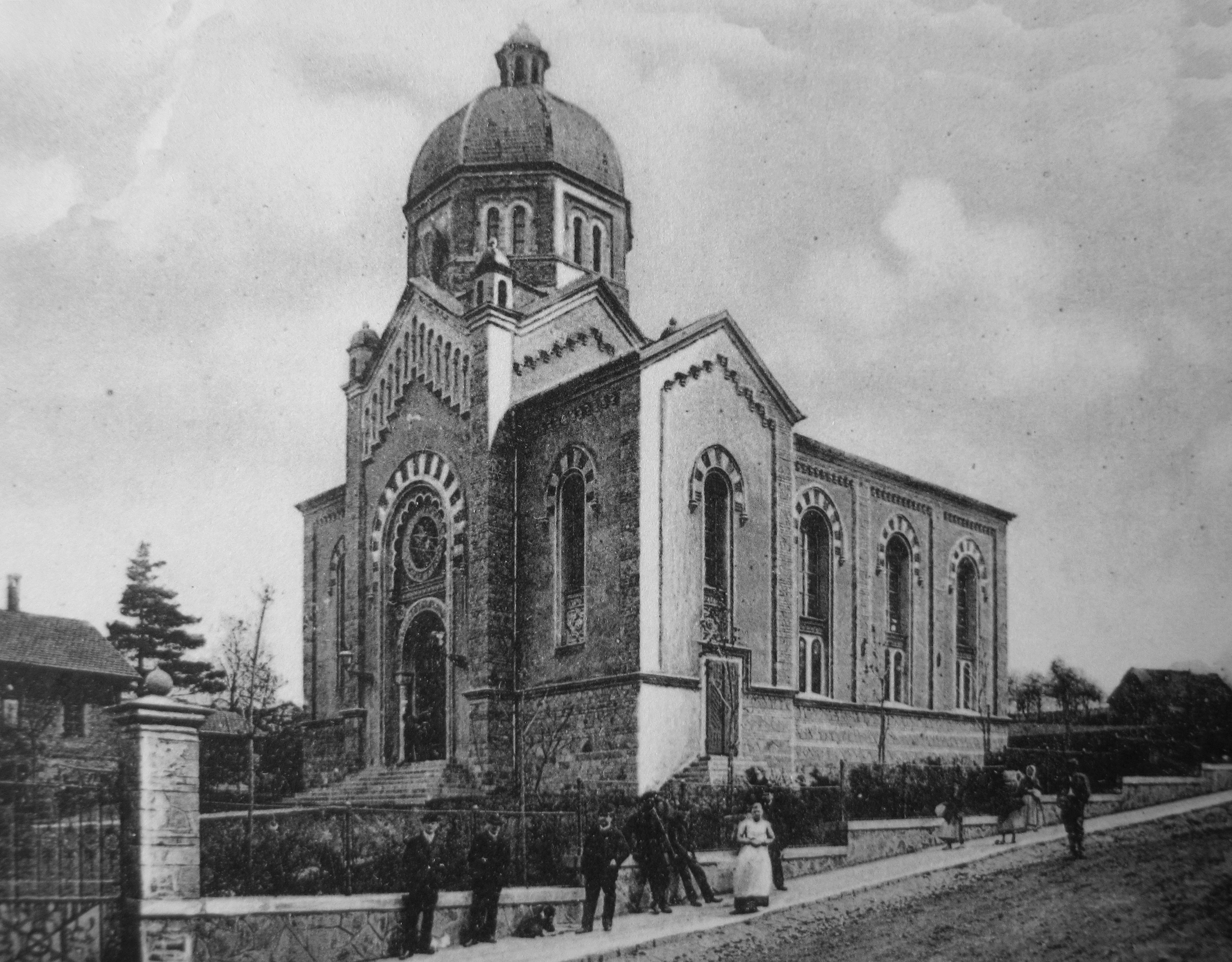
Synagoga w Białej Krakowskiej

Do 1935 r. nabożeństwa w bialskiej synagodze prowadzone były według porządku aszkenazyjskiego. Jednak pod wpływem ówczesnych prądów, które nawiązywały do syjonistycznego orientu palestyńskiego oraz sefardyjskiemu racjonalizmowi w wielu synagogach w Europie Wschodniej zaczęto zmieniać porządek liturgiczny na sefardyjski. Tak też się stało i w Białej. W święto Simchat Tora roku 5695 według kalendarza hebrajskiego (to jest 1934 r.) rabin Hirschfeld wprowadził porządek nabożeństwa według rytu sefardyjskiego (nusach Sephard). W związku z tą zmianą rabin ze starszymi członkami społeczności żydowskiej udali się na cmentarz, gdzie „prosili o przebaczenie” pochowanych tam założycieli gminy i synagogi po czym w specjalnie wykopanym grobie pochowali stare modlitewniki w rycie aszkenazyjskim.